# 가정 전투
가정 전투(街亭 戰鬪)는 228년 제갈량의 제1차 북벌 중에 일어난 촉한과 위나라의 전투이다.

## 전개
남안, 천수, 안정 3군의 호응을 받고 진격해 나아가던 촉한 군에 대해, 위나라에서는 명제가 명령하여 조진에게 제군을 지휘하게 하여 미에 주둔케 하고, 장합에게 제갈량을 막게 했다.
당시 숙장인 위연이나 오의를 선봉으로 세우는 것이 중론이었으나, 제갈량은 이 전투에서 마속에게 선봉을 맡기고 가정에서 장합과 더불어 싸우게 했다. 그러나 마속은 제갈량의 절도를 어기고 산꼭대기에서 산 아래로 공격하는 것이 유리하다고 판단하여 산꼭대기에 진을 쳤다. 부장인 왕평은 산 밑의 성을 점거하고 위나라와 싸울 준비를 해야 한다고 진언했으나 마속은 끝내 이를 듣지 않고 기각했다.
위나라 장수 장합은 촉한의 마속이 산꼭대기에 진을 쳤다는 것을 알게 되자 산을 포위한 채 공격하지 않고 내버려 뒀으므로 전투는 장기전으로 흘러갔다. 전투가 이렇게 진행되면서 마속의 부대는 식수와 식량이 고갈되기 시작했으나 위나라 군대에 포위당한 상태였으므로 보급이 불가능해졌다. 결국 사기가 떨어진 촉한의 군대는 장합이 이끄는 위나라 군대에 대패하고 마속이 이끄는 부대는 모조리 궤멸했다.
마속이 가정을 잃자, 제갈량은 전진할 곳을 잃어 한중으로 후퇴하고 말았다. 이로써 제1차 북벌은 실패로 돌아갔다. 제갈량은 패배의 화근이 된 마속을 군법에 회부시켰으며 참수 조치했다. 많은 장수들과 참모들이 마속의 참수를 반대했음에도 불구하고 제갈량은 개인의 재능이나 친분보다 군율을 먼저 생각했으므로 마속의 참수를 강행했다. 또 자신도 패배의 책임을 지고 직위를 깎아 승상에서 우장군·승상사가 되었다.

## 삼국지연의의 묘사
제갈량은 마속과 왕평에게 정예병 2만 5000명을 주어 가정을 지키게 하고 고상에게는 군사 1만 명을 주어 가정 동북쪽의 열류성을 지키게 하였다. 그리고 위연에게는 양평관을 가는 길목을 막아 가정 방어를 후원하게 했다.
그리고 조운과 등지에게는 기곡 땅으로 가게 하고 강유를 선봉으로 삼아 야곡으로 진군했다. 한편 가정에 이르른 마속은 산 위에 군사를 주둔하자고 제안하지만 왕평은 산 길목에 영채를 세우자고 제안한다. 서로 의견 충돌이 벌어지자 마속은 결국 산 위에다가 영채를 세우고 왕평은 군사 5000명을 이끌고 산에서 10리(4km)쯤 떨어진 곳에 영채를 세웠다.
가정 근처에 이르른 사마의는 장남 사마소를 보내 가정 일대를 탐지해 군사를 이끌고 마속이 주둔한 산을 포위했으며 장합을 보내 왕평을 막도록 했다. 결국 굶주림과 목마름 속에서 촉군은 위군에 투항하고 사마의가 산에 불을 놓자 마속은 남은 군사들을 이끌고 산 서쪽으로 후퇴한다.
마속은 장합의 추격을 피해 30리(12km)쯤 도망가다가 위연과 합류해 장합에 다시 맞섰으나 사마의와 사마소의 협공으로 다시 대패해 포위되던 중 왕평의 도움으로 탈출해 왕평과 위연은 열류성을 지키던 고정에게로 달아났다.
왕평과 위연, 고정은 군사를 모아 가정을 탈환하기로 했으나 위연과 고상은 위군의 기습으로 패하고 왕평이 이를 도우러 오나 곽회의 공격으로 패하고 만다. 사마의와 장합은 가정성을 점령했으며 양평관까지 함락될 것을 두려워한 위연은 양평, 고상과 함께 양평관으로 후퇴한다.
이때 왕평의 충고를 무시하고 산위에 진을 쳐 패배한 책임을 물어 주위의 반대에도 제갈량이 직접 마속을 처형하였다. 이때 제갈량이 '눈물을 머금고 마속을 참했다'고 하여 읍참마속(泣斬馬謖)이란 말이 나왔다. 제갈량휘루참마속(諸葛亮揮淚斬馬謖)이라고도 한다.
유비는 살아생전 이런 상황을 미리 예견하였으며 이 때문에 죽으면서 제갈량에게 마속에게 중요하거나 어려운 일을 시키지 말 것을 당부했었다.